# Dicranota obesistyla
Dicranota (Rhaphidolabis) obesistyla là một loài ruồi trong họ Pediciidae. Chúng phân bố ở vùng Indomalaya.